# Parafia św. Wawrzyńca diakona w Bielowicku
Parafia św. Wawrzyńca diakona w Bielowicku – parafia rzymskokatolicka znajdująca się w Bielowicku. Należy do dekanatu Jasienica diecezji bielsko-żywieckiej.

## Historia
Parafia katolicka w Bielowicku istniała już w XVI wieku. W okresie reformacji miejscowy kościół wybudowany w 1541 r. był świątynią luterańską. Po powrocie w 1652 do katolików, nie przywrócono we wsi odrębnej parafii, tworząc filię parafii w Skoczowie, a od roku 1785 – w Grodźcu. 
W 1980 ponownie erygowano we wsi parafię katolicką. 1 stycznia 2015 parafię przeniesiono ze zlikwidowanego dekanatu Bielsko-Biała IV do nowo powstałego dekanatu Jasienica.

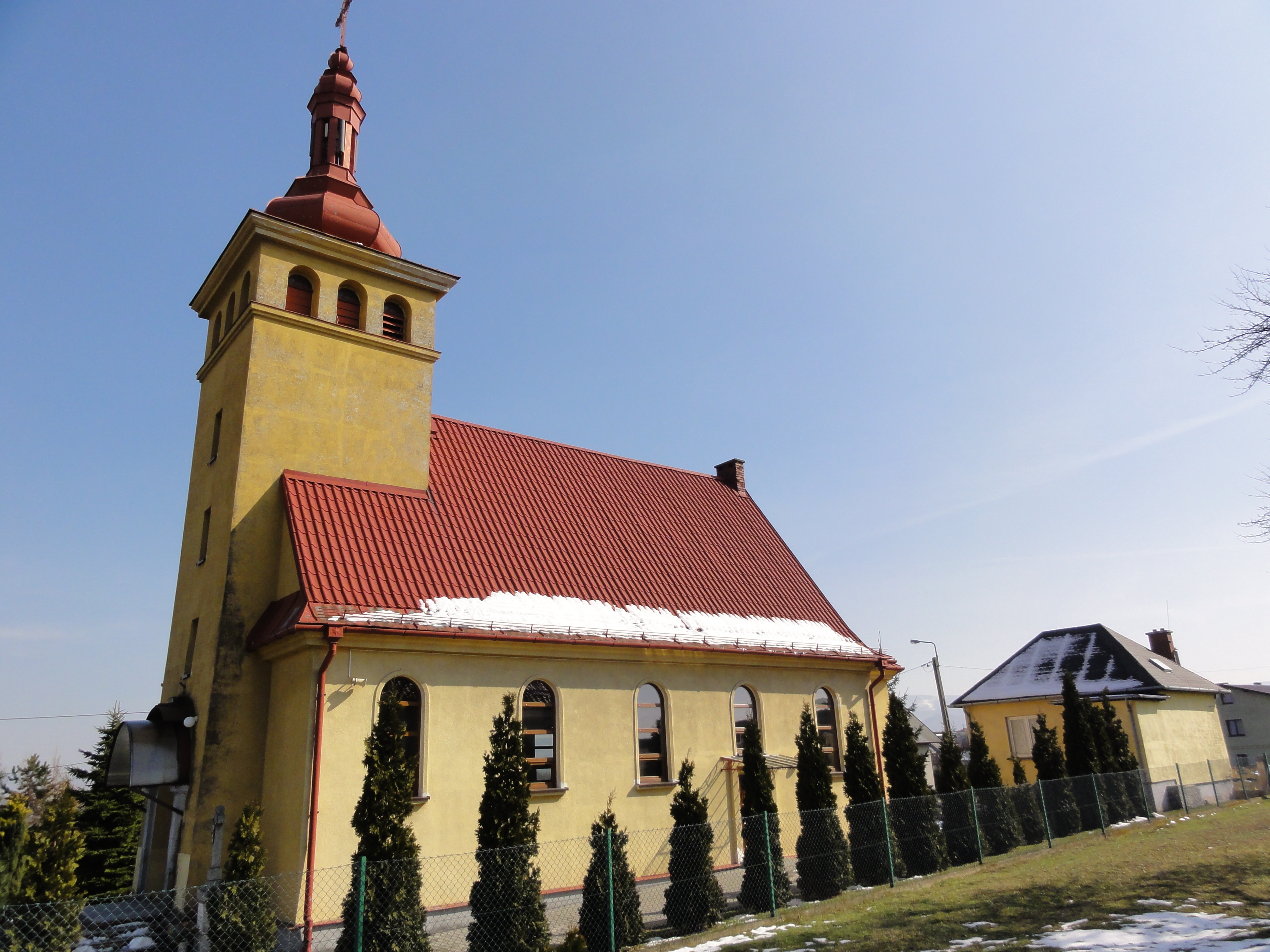
kościół filialny w Łazach